# Volker von Zitzewitz
Volker von Zitzewitz (* 14. Februar 1934  in Cratzig; † 20. Februar 2025 in Karlshof) war ein deutscher Endurosportler.

## Sportlicher Werdegang
Seine ersten Fahrversuche unternahm er auf einem aus unterschiedlichen Teilen, mitunter von Schrottplätzen, selbst zusammengebauten Motorrad. Um an Geländesportfahrten teilzunehmen, kaufte er sich 1953 eine Maico 175 S, mit der er erfolgreich erste Wettbewerbe bestritt. Dieses einfache Modell in Straßenausführung mit rund 9 PS Leistung rüstete er lediglich auf Geländebereifung um. Als Verbesserungen nahm er wenig später eine Höherlegung der Fußrasten sowie den Einbau eines für das Gelände geeigneteren 21-Zoll-Vorderrades vor.
Bereits 1954 erhielt er einen Werksvertrag beim schwäbischen Hersteller Maico. 1956 wurde von Zitzewitz deutscher Meister im Endurosport in der Klasse bis 250 cm³. Zwischen 1955 und 1960 nahm er sechsmal als Mitglied der bundesdeutschen Mannschaft im Wettbewerb um die Trophy bei den prestigeträchtigen Six Days teil. Bereits bei seiner ersten Teilnahme an der 30. Internationalen Sechstagefahrt im tschechoslowakischen Gottwaldov errang man den Sieg, gleichzeitig der erste deutsche Sieg nach dem Ende des Zweiten Weltkrieges. Dieser Erfolg konnte bei der 32. Internationalen Sechstagefahrt 1957 in Špindlerův Mlýn wiederholt werden. 1956, 1958 und 1959 erreichte die Mannschaft den fünften, dritten bzw. sechsten Platz in der Gesamtwertung.
Mitte des Jahres 1960 wollte von Zitzewitz seine Karriere beenden und hauptberuflich die elterliche Landwirtschaft übernehmen. Er ließ sich noch von einer Teilnahme an der im September des Jahres abgehaltenen 35. Internationalen Sechstagefahrt im österreichischen Bad Aussee überzeugen. Am vierten Fahrtag kam es zu einem schweren Unfall: An einer unübersichtlichen Stelle stieß von Zitzewitz frontal mit einem VW-Bus zusammen und erlitt schwerste Kopfverletzungen. Zu seinem Glück verständigte der hinzukommende Erwin Schmider im nächstgelegenen Ort die Sanitäter und lotste diese zum abgelegenen Unfallort. Er lag 16 Tage im Koma, konnte sich später zwar von den Unfallfolgen erholen, beendete jedoch daraufhin mit 26 Jahren seine Karriere.

## Privates
Volker von Zitzewitz lebte im ostholsteinischen Karlshof und war vormals Besitzer eines Hofes. Zitzewitz war zweimal verheiratet, zuerst mit Anita Bruhn, dann seit 1995 mit Monika Nietgen (1942–2022). Er ist der Vater, aus erster Ehe, von Bert (* 1958) und Dirk von Zitzewitz (* 1968) sowie Großvater von Davide von Zitzewitz (* 1992), welche allesamt erfolgreiche Motorsportler waren bzw. sind. Seine Eltern waren Anneliese Mach (1899–1991) und Max von Zitzewitz-Cratzig (1892–1965), er erwarb auch den Karlshof, die Großeltern väterlicherseits der pommersche Gutsherr Max Hermann Wilhelm von Zitzewitz-Kussow (1849–1913) und Gutsbesitzerstochter Margarethe Steifensand (1862–1946). Volker von Zitzewitz hatte mehrere Geschwister.